# 汝の名
『汝の名』（なんじのな）は、明野照葉による長編小説。
2022年4月にはテレビ東京でドラマ化された。

## 書誌情報
明野照葉『汝の名』
- 単行本：2003年8月1日発売、中央公論新社、ISBN 978-4-12-003433-6
- 文庫本：2007年6月25日発売、中央公論新社、中公文庫、ISBN 978-4-12-204873-7
- 文庫本（新装版）：2020年12月23日発売、中央公論新社、中公文庫、ISBN 978-4-12-206997-8[2]

## テレビドラマ
2022年4月6日（5日深夜）より5月25日（24日深夜）まで、毎週水曜（火曜深夜）の0時30分 - 1時にテレビ東京系列で放送された。山崎紘菜と北乃きいのダブル主演。

### キャスト
麻生陶子（三上里矢子）
演 - 山崎紘菜
人材派遣会社社長。
麻生久恵
演 - 北乃きい
陶子の妹、元製薬会社勤務の引きこもり。
壱岐亮介
演 - NAOTO（EXILE）
ホテルグループ経営の御曹司。
伊藤恭平
演 - 京典和玖
若手ウェブデザイナー。
謎の女
演 - 長井短
河島宏治
演 - 眞島秀和
人材派遣会社のオーナー。
伊庭久二（1話-4話）
演 - 植木祥平
松谷継子
演 - 茅島成美
不明
演 - 藤井武美
山口添美
演 - 工藤美桜

### スタッフ
- 原作 - 明野照葉「新装版 汝の名」（中公文庫 / 中央公論新社刊）
- 脚本 - 鈴木裕那、丸山智、河原瑶
- 監督 - 河原瑶
- 主題歌 - みゆな「秘密」（A.S.A.B）
- プロデューサー - 森田昇（テレビ東京）、滝山直史（テレビ東京）、河原瑶（テレパック）、近見哲平（テレパック）
- 製作著作 - テレビ東京
- 制作協力 - テレパック

### 放送日程
| 各話 | 放送日  | サブタイトル   | 脚本     |
| ---- | ------- | -------------- | -------- |
| #1   | 4月06日 | 汝、演ずる     | 鈴木裕那 |
| #2   | 4月13日 | 偽りの女       | 鈴木裕那 |
| #3   | 4月20日 | 偽物から真実へ | 丸山智   |
| #4   | 4月27日 | 裏切りの宿命   | 丸山智   |
| #5   | 5月04日 | 汝、堕ちる     | 河原瑶   |
| #6   | 5月11日 | 入れ替わる仮面 | 河原瑶   |
| #7   | 5月18日 | 騙されし女     | 河原瑶   |
| #8   | 5月25日 | 汝、蘇りし     | 河原瑶   |

### 放送局
| 放送期間               | 放送時間                     | 放送局         | 対象地域       | 備考   |
| ---------------------- | ---------------------------- | -------------- | -------------- | ------ |
| 2022年4月6日 - 5月25日 | 水曜 0:30 - 1:00（火曜深夜） | テレビ東京     | 関東広域圏     | 製作局 |
|                        |                              | テレビ北海道   | 北海道         |        |
|                        |                              | テレビせとうち | 岡山県・香川県 |        |
|                        |                              | TVQ九州放送    | 福岡県         |        |
| 2022年4月9日 - 5月28日 | 土曜 1:40 - 2:10（金曜深夜） | テレビ大阪     | 大阪府         |        |